# Яблоница (Черновицкая область)
Яблони́ца (укр. Яблуниця) — село в Конятинской сельской общине Вижницкого района Черновицкой области Украины.
До 2020 года входило в Путильский район
Население по переписи 2001 года составляло 744 человека. Почтовый индекс — 59126. Телефонный код — 3738. Код КОАТУУ — 7323586501.